# Пашуково
Пашуко́во (рос. Пашуково) — присілок у складі Богородського міського округу Московської області, Росія.

## Населення
Населення — 55 осіб (2010; 60 у 2002).
Національний склад (станом на 2002 рік):
- росіяни — 98 %